# قائمة أعلام المملكة المتحدة

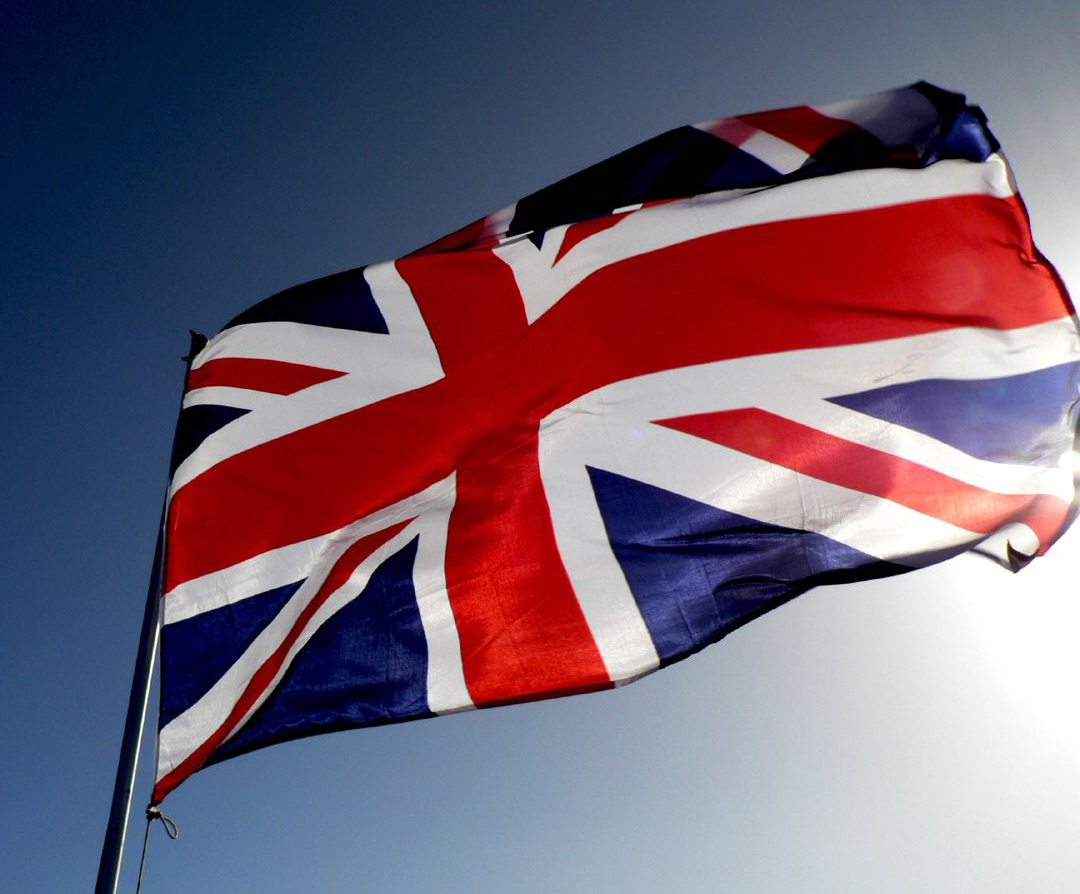
علم الاتحاد ، العلم الوطني للمملكة المتحدة

قائمة أعلام المملكة المتحدة تتضمن هذه القائمة الأعلام التي كانت إما مستخدمة أو مستخدمة حاليًا من قبل المملكة المتحدة وأقاليم ما وراء البحار البريطانية وتوابع التاج.
كلية الأسلحة هي السلطة المختصة برفع الأعلام في إنجلترا وويلز وأيرلندا الشمالية وتحتفظ بالسجل الرسمي الوحيد للأعلام لهذه البلدان. تأسست عام 1484 وكجزء من العائلة المالكة تعمل تحت سلطة التاج. ملك النبالة لورد ليون ، الذي تأسس قبل عام 1399 ، يلعب دورًا مشابهًا داخل اسكتلندا. هناك هيئة خاصة منفصلة تسمى معهد العلم ، وهي مؤسسة خيرية تعليمية ممولة من أعضائها ، وتحتفظ أيضًا بسجل لأعلام المملكة المتحدة على غرار «سجل علم المملكة المتحدة» ، على الرغم من أن هذا ليس له وضع رسمي بموجب قانون المملكة المتحدة.

## الأعلام الوطنية الحالية
علم الوطنية ودون الوطنية المملكة المتحدة.

### المملكة المتحدة
| علم | التاريخ  | استخدام                                                                           | الوصف                                                               | الحالة                                                      |
| --- | -------- | --------------------------------------------------------------------------------- | ------------------------------------------------------------------- | ----------------------------------------------------------- |
|     | منذ 1801 | علم الاتحاد ، المعروف أيضًا باسم علم الاتحاد. تُستخدم باعتبارها علم المملكة المتحدة | تركيب أعلام إنجلترا واسكتلندا مع سانت باتريك سالتير (يمثل أيرلندا). | العلم الوطني المستخدم من قبل الحكومة والسكان المدنيين.      |
|     | منذ 1801 | علم الاتحاد ، المعروف أيضًا باسم علم الاتحاد. تُستخدم باعتبارها علم المملكة المتحدة | تركيب أعلام إنجلترا واسكتلندا مع سانت باتريك سالتير (يمثل أيرلندا). | العلم الوطني العمودي الذي تستخدمه الحكومة والسكان المدنيون. |